# 仙客来垂头菊
仙客来垂头菊（学名：Cremanthodium cyclaminanthum）为菊科垂头菊属的植物，为中国的特有植物。分布于中国大陆的四川等地，生长于海拔2,900米至4,400米的地区，常生长在高山草地，目前尚未由人工引种栽培。